# Carta Centurion

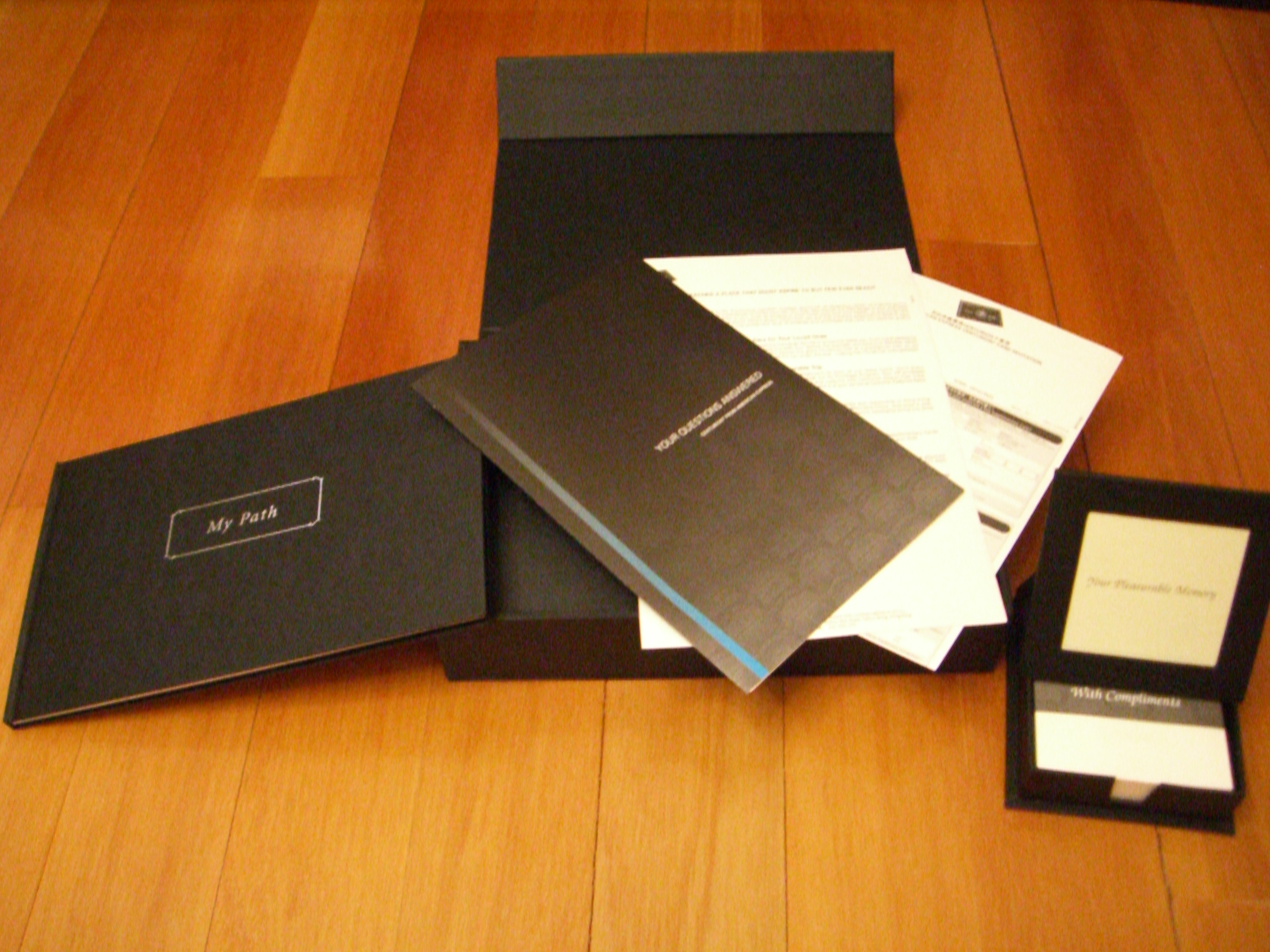
Il materiale di invito Centurion

La carta Centurion (Centurion Card) è una carta di credito emessa su invito di American Express e destinata ad una ristretta cerchia di clienti dall'alto patrimonio.
Offerta in versione personale o business, la Centurion è realizzata in titanio e offre numerosi servizi, a seconda del paese in cui la carta viene concessa.

## Storia
La nascita della black card di American Express è avvenuta nel 1999. Nel 2012, anno di debutto della Centurion nel mercato cinese, la carta era destinata a un totale di 31 mercati selezionati tra i quali l'Italia, nella quale era stata introdotta nel 2004.
American Express mantiene grande riserbo e discrezione sulla Centurion, sui criteri di selezione e sui servizi accessori, tanto che su alcune versioni internazionali del suo sito internet non è nemmeno citata, mentre in altre è solo presentata senza alcun dettaglio.
Nel mese di giugno 2021 American Express Italia ha presentato la "nuova" Centurion, arricchendo il pacchetto benefits e proponendo ai clienti la possibilità di scelta della carta in 3 nuovi design. Inoltre, sempre del 2021 i clienti sono stati dotati di un bracciale indossabile unisex in cuoio nero e water-resistant, esclusivo e realizzato per Amex da Prada, con il quale è possibile pagare direttamente presso tutti i pos senza la necessità di avere con sé la carta e senza digitare alcun pin.
Tutte le carte, ora anche contactless, sono realizzate in titanio.

## Criteri di selezione
Tra i criteri di selezione utilizzati da American Express vi sono spese elevate con carta Platino (250 000 $/anno) e la frequenza di utilizzo dei servizi Viaggi e Lifestyle Platino.
Secondo una ricerca condotta da Journal International, l'età media di un possessore di Centurion in Europa o nel Medio Oriente è di 49 anni. Il 94% dei titolari di carta sono uomini e hanno mediamente 3,3 proprietà. Il loro reddito familiare medio sarebbe di 5 milioni di euro e il loro patrimonio netto totale ammonterebbe in media a circa a 17 milioni. Essi avrebbero una capacità di spesa mensile media di 8.800 euro.

## Quota annuale
Per mantenere la carta Centurion è necessario sia mantenere gli elevati standard di spesa previsti per l'accesso, sia versare una quota annuale (che, nel 2015, negli Stati Uniti era di 2 500 $) a cui deve essere sommata una quota (nel 2015, 7 500 $) all'ingresso nel programma.
| Paese                                                              | Quota annuale                              |
| ------------------------------------------------------------------ | ------------------------------------------ |
| Stati Uniti d'America                                              | US$ 5 000                                  |
| Regno Unito                                                        | £ 1 800                                    |
| Canada                                                             | circa CDN$ 2 500                           |
| Italia, Francia, Germania, Spagna, Paesi Bassi, Danimarca e Svezia | € 3 000/ 3 500 € in Italia da gennaio 2022 |
| Svizzera                                                           | CHF 4 200                                  |
| Australia                                                          | AU$ 4 300                                  |
| Giappone                                                           | ¥ 367 500                                  |
| Hong Kong                                                          | circa HK$ 19 800                           |
| Singapore                                                          | SG$ 5 000                                  |
| Messico                                                            | circa 33 000 pesos                         |
| Argentina                                                          | US$ 8000                                   |
| Arabia Saudita                                                     | SAR 11 250                                 |
| International Dollar Currency Card (IDC)                           | circa US$ 2 800                            |
| International Euro Currency Card (IEC)                             | circa € 2 800                              |
| Israele                                                            | US$ 2 000                                  |
| Russia                                                             | 85 000 Rubli                               |